# Alchemilla subglobosa
Alchemilla subglobosa é uma espécie de rosácea do gênero Alchemilla, pertencente à família Rosaceae.